# Laslo Móholy-Nágy
László Moholy-Nagy (Bácsborsód, 20. srpnja 1895. - Chicago, Illinois, 24. studenog, 1946.), 
mađarski slikar i fotograf i profesor na školi za dizajn Bauhaus.

## Životopis
Moholy-Nagy, rođen je kao László Weisz, u obitelji židovsko-mađarskog podrijetla. Promijenio je prezime Weisz, u mađarsko "Nagy" po svojem ujaku. Nakon studija prava i služenja u vojsci za Prvog svjetskog rata, oduševio se umjetnošću ruskog konstruktivizma, za posjeta Beču 1919. Oduševili su ga radovi; Kazimira Maljeviča, Naum Gaboa i El Lisickog. Godine 1923., uskočio je umjesto Johannesa Ittena kao nastavnik na pripremnoj godini u Bauhausu. 
Tijekom svog djelovanja na školi, vremenom je postajao sve inovativniji i učinkovitiji u radu na fotografiji, tipografiji, slikarstvu, kiparstvu, tisku i industrijskom oblikovanju. Ali fotografija je ostala njegova glavna ljubav. On je iskovao termin "Nova vizija" (the New Vision) jer je čvrsto vjerovao da fotografija, može pomaknuti granicu zora, i ostvariti nove putove koje ljudsko oko ne može vidjeti. Svoje teorijske nazore o umjetnosti i pedagoškom radu, iznio je u knjizi "Nova Vizija, od materijala do arhitekture". Često i rado je eksperimentirao s fotografijom kao medijem, unutar Bauhausa je radio na mnogim odjelima poput; slikarstva, fotografije, kiparstva, kiparstva, metala. Utjecao je na mnoge svoje učenike, poput Marianne Brandt. Iz Bauhausa se povukao 1929. godine. Bio je i izdavač u umjetničko fotografskog avangardnog časopisa "International Revue" i "10" od 1927. do 1929.
Kad mu je onemogućen rad u Njemačkoj, emigrirao je u Pariz, pa zatim u Nizozemsku, da bi se 1935. skrasio u Engleskoj. Jedno vrijeme u Londonu, živio je zajedno s Walter Gropiusom, čak je i kovao planove o osnutku "Novog Bauhausa" u Engleskoj. Zatim se prihvatio nastavničkog posla na Royal College of Art, i rada na raznim dizajnerskim projektima po Londonu. Godine 1937. prihvatio je poziv od Waltera Paepckea (američkog poduzetnika), da se preseli u Chicago, i postane ravnatelj "Novog Bauhausa". Čitav koncept ove škole, ostao je u osnovi isti po uzoru na onaj iz Njemačke. Nažalost ova škola je ubrzo prestala s radom (1938.) zbog financijskih poteškoća. Međutim čovjek koji ga je doveo u Ameriku Paepcke, nije ga zaboravio, 1939. uz njegovu pomoć Moholy-Nagy je osnovao "Školu za dizajn". 1944., ova škola postala je "Institute of Design".  Nažalost ni ovo stanje stabilnosti nije dugo potrajalo. Laslo Móholy-Nágy umro je od leukemije u Chicagu 1946.
- U njegovu čast Sveučilište za Umjetnost i Dizajn u Budimpešti, preimenovan je u  "Moholy-Nagy Sveučilište za Umjetnost i Dizajn".

## Vanjske poveznice
- Zaklada Moholy-Nagy
- Institute of Design, Chicago